# Olaf Bull

Olaf Bull

Olaf Bull (Olaf Jacob Martin Luther Breda Bull) foi um poeta norueguês.  Nasceu a 10 de Novembro de 1883 em Kristiania (atualmente Oslo), Noruega, e faleceu em 29 de Junho de 1933, também em Oslo.

## Biografia
Os pais de Olaf Bull foram o escritor Jacob Breda Bull e a sua segunda esposa, Maria Augusta Berglöf. Bull cresceu e foi criado principalmente em Kristiania. Com a idade de 13 anos viveu por algum tempo em Hurum, Buskerud, onde o seu pai trabalhava como escritor.
Iniciou o gymnasium em 1899 e nesse mesmo ano publicou o seu primeiro poema no jornal da escola. Depois de terminado o ginásio viveu com a sua família em Roma antes de retornar a Kristiania em 1903 para iniciar os seus estudos na Universidade. Olaf Bull pode ser considerado um pensador multifacetado porque, além de literatura moderna e clássica, dominava filosofia, história, política, arte e ciência. Era conhecido como o "poeta de Oslo", mas viveu períodos prolongados tanto em França, onde nasceu o seu filho, o poeta Jan Bull, como em Itália. Foi durante vários anos jornalista do Posten e do Dagbladet.
Olaf Bull está sepultado no cemitério Vår Frelsers em Oslo

## A sua poesia
A colectânea de poesia Digte (Poemas) (1909) foi o fundamento para que Bull viesse a ser reconhecido como o maior poeta da Noruega. Olaf Bull compôs a sua poesia usando o que é chamado em norueguês de sentrallyrikk — poemas acerca de "temas centrais", tais como amor, tristeza e morte. Fixou-se em certos padrões de estrofe e era conhecido pelas suas representações fortes e emotivas. A sua poesia e obra transmitem uma sensação melancólica de que tudo é transitório. Apesar deste tom desconsolado, o seu uso recorrente e poderoso de humor, de uma forma irrepreensível e de uma sonoridade expressiva transmitem a sua crença de que, embora evanescente, a arte e a beleza são importantes.
Giovanni Bach descreveu a sua obra desta forma:
“Os seus poemas revelam um poder masculino e uma forte afirmação da sua própria individualidade, não obstante o pessimismo extremo que muitas vezes os envolve num denso véu escuro. A sua poesia é profundamente sentida, rica em qualidade intelectual e imaginativa.." 
Bull utilizou os seus vastos conhecimentos e força artística, mas demonstrou um constante estado de medo e de depressão. Herdou uma disposição nervosa do seu pai e abusou do álcool. Olaf Bull era conhecido por ser anti-autoridade e foi considerado um "marginal" na sociedade, mas a sua poesia demonstrou que nunca cortou totalmente com a estrutura e a forma tradicionais. Muita da sua poesia mostrou um desejo poderoso para o eterno e o permanente. Este desejo ficou anda mais patente quando escreveu sobre motivos clássicos.

## Bull e Joyce
Enquanto trabalhava em Finnegans Wake, James Joyce quis inserir referências a línguas e literatura da Escandinávia, para o que contratou cinco professores de norueguês. Bull foi o primeiro. Joyce queria ler obras norueguesas na língua original, incluindo Heltesagn Norrøne Gude-og (Contos nórdicos dos deuses e heróis) de Peter Andreas Munch. Joyce estava à procura de trocadilhos e associações estranhas saltando as barreiras da linguagem, o que Bull muito bem compreendia. Versos de poemas de Bull ecoam através de "esta teia de aranha de palavras", como o próprio Joyce designava Finnegans Wake, e o próprio Bull materializa sob o nome "Olaph the Oxman", um trocadilho com o seu apelido.
Nas suas cartas para casa, Bull nunca mencionou Joyce, muito provavelmente porque pedia constantemente à sua família dinheiro, o que seria pouco convincente sendo ele então professor de um escritor mundialmente famoso. Não se sabe como Joyce entrou em contacto com Bull, mas ambos frequentavam a livraria Shakespeare and Company em Paris, que era gerida por Sylvia Beach, que os pode ter posto em contacto. Em 1926 houve uma edição pirata do romance Ulisses nos EUA, o que significou que Joyce não recebeu nenhum dinheiro pela edição. Escreveu com Beach uma carta de protesto com a intenção de ser assinada pelos escritores mais conhecidos de toda a Europa. Beach menciona nas suas memórias que Joyce estava particularmente ansioso para que Bull a assinasse. Beach descobriu Bull que havia saído de Paris para viver no campo em França. Em nome de Joyce, ela mandou um homem lá para ter o protesto assinado. A esposa de Bull Suzanne deu-lhe uma cópia da assinatura de Bull.

### Obras publicadas em vida
- Digte (Poemas), Gyldendal, 1909.
- Nye Digte (Novos Poemas), Gyldendal, 1913.
- Mitt navn er Knoph (O meu nome é Knoph), Narveson, 1914 - o primeiro livro norueguês a ser traduzido para dinamarquês.
- Digte og noveller (Poemas e Contos), Gyldendal, 1916
- Samlede digte 1909–1919 (Colectânea de Poemas), Gyldendal, 1919.
- Stjernerne (As Estrelas), Gyldendal, 1924.
- Metope, Gyldendal, 1927.
- De hundrede aar (Os Cem Anos), Gyldendal, 1928.
- Kjærlighet (Amor), Gyldendal, 1929.
- Oinos og Eros (Oinos e Eros), Gyldendal, 1930.
- Ignis ardens, Gyldendal, 1932.

### Peça de Teatro
- Kjærlighetens farse:tre akter (Farsa do Amor: Três Actos), Aschehoug, 1919, publicada em 1948. Escrita em conjunto com Helge Krog.

### Obras publicadas postumamente
- Ekko og regnbue: notater fra en dikters verksted (Echo e arco-íris: Notas do lugar de trabalho de um Poeta), Gyldendal, 1987. Editado por Frans Lasson.
- Olaf Bull: brev fra en dikters liv (Olaf Bull: Cartas da vida de um Poeta), 2 vols., Gyldendal, 1989. Editado por Frans Lasson.
- Ild og skygger: spredte notater fra et dikterliv (Fogo e Sombras: Notas dispersas da vida de um Poeta), Nørhaven, Viborg, 1991. Editado por Frans Lasson.

## Literatura acerca de Bull
- Suzanne Bull, Ni år: mitt liv med Olaf Bull (Nove anos: A minha vida com Olaf Bull), Aschehoug, 1974.
- Petter Næss, Olaf Bull, um gigante desgraçado  da literatura escandinava  (artigo não publicado, 1990)
- Nete Smith, Olaf Bull, in: Twentieth Century Norwegian Writers, vol. 297, Gale Dictionary of Literary Biography, 2004
- Fredrik Wandrup, En uro som aldri dør. Olaf Bull og hans samtid (Um Inquieto Nunca Morre. Olaf Bull e o seu tempo), Gyldendal, 1995.